# Трегубов Іван Михайлович
Іван Михайлович Трегубов (21 червня 1858, Полтавська губернія Російської імперії — 22 липня 1931, селище Сузак, Казахстан, СРСР) — послідовник Л. М. Толстого. Антимілітарист. Автор низки статей з сектантства. До більшовицького перевороту 1917 р. був у засланні, еміграції, після — працював у Наркомземі, помер у засланні.

## Біографія
Іван Михайлович Трегубов народився 21 червня 1858 року у сім'ї спадкового священика у Полтавській губернії. Після закінчення Полтавської Духовної Семінарії, звідки за власним зізнанням він вийшов переконаним атеїстом, почав працювати вихователем у чоловічому духовному училищі в 1884 році, де перебував до 1890 року.

### Православ'я та толстовство
Розчарований у православній вірі, 1887 року він познайомився із забороненими творами Льва Толстого. «Толстовський» варіант християнства надихнув Трегубова. Іван Михайлович прийняв його всім серцем і лишався йому вірним до кінця життя. Він почав роздавати релігійні писання Толстого найкращим учням, серед яких був п'ятнадцятирічний Георгій Гапон, якого Трегубов згодом називав «толстовцем у рясі». Своїх вихованців він спонукав до прийняття священицького сану, щоб з великим успіхом проповідувати «очищену Толстим релігію».
У 1888 році Трегубов бурхливо розриває з православ'ям, звернувшись до толстовців із закликом здійснити духовну революцію, намічену на святкування 900-річчя Хрещення Русі у Києві. За проектом Трегубова всі «вільні християни» (що звільнилися від «пут» православ'я) мали пройти демонстрацією Києвом, щось на кшталт хресного ходу з корогвами, іконами, мощами і скинути їх у Дніпро, як вчинив колись князь Володимир із язичницькими ідолами.

### На захист свободи совісті
Він починає вивчати сектантство: штундистів, молокан, єговістів, духоборів та ін. Збирає про них матеріал, веде широке листування, зустрічається з керівниками сект, живе у них, веде гарячу полеміку з православними місіонерами, ревно виступає за свободу віросповідання. Він навіть пише листа обер-прокурору К. П. Побєдоносцеву, в якому зізнається, що хотів його вбити за насильство над релігійною свободою, але не зробив це тільки тому, що познайомився з «істинно християнськими поглядами Толстого».

Будучи щирим та чесним, Іван Михайлович за будь-яких умов відкрито сповідував свої погляди, доходячи до буквалізму. Навіть до свого паспорта Трегубов докладав «необхідну поправку», що неодноразово вилучалася поліцією. На маленькому листочку, що вкладався в паспорт, і що пред'являвся разом з ним, було написано:
«сповідуючи Божественний закон любові та братерства всіх людей, я не можу брати участі в тих установах, які порушують цей закон, будучи заснованими на протилежному йому законі насильства та небратолюбства і тому: 1) я не можу належати до „православного віросповідання“, що благословляє насильство та вбивство людей на війні та в інших випадках. Моє віросповідання вільно християнське, сутність якого є любов без насильства; 2) не можу визнавати себе „потомственним почесним громадянином“, тобто піднімати себе і принижувати інших, бо „любов не підноситься“ і ми всі діти одного Батька, брати між собою…».
Однак таке ставлення до православ'я не завадило йому вступити в 1891 до Московської Духовної Академії, щоб краще його вивчити. Дорогою в Трійце-Сергієву Лавру Трегубов заїжджає в Ясну Поляну, де вперше особисто зустрічається з Львом Толстим, з яким раніше познайомився в листуванні.

### Заслання та еміграція
Провчився він лише півтора роки і змушений був залишити стіни Академії після влаштованого ним мітингу на захист київських штундистів, які зазнавали утисків влади. Трегубов переїжджає до Москви і працює у видавництві «Посередник», розширюючи свою діяльність та продовжуючи збирати матеріали про сектантів. У ці роки він особливо близько познайомився з духоборами, і в 1896 році взяв участь у складанні звернення «Допоможіть!», що закликало суспільство допомогти катованим духоборам виїхати за кордон. До цього звернення Л. М. Толстой написав післямову. Авторів звернення: В. Г. Черткова, П. І. Бірюкова та І. М. Трегубова піддали засланню, але перед засланням Трегубов встиг нелегально побувати на Кавказі, де був заарештований у Тифлісі і висланий до Курляндії (Естонії) . Чертков вибрав заслання до Англії, де заснував толстовське видавництво. Незабаром до нього переїхав і Трегубов.
До повернення в Росію в 1905 Трегубов побував у Швейцарії, Англії, Франції, поповнював свій сектантський архів. Написав ряд звернень соціальної та антивоєнної спрямованості. Серед них: «Загальний мирний страйк, як засіб звільнення російського народу від православно-самодержавного деспотизму», «Досить крові! Звернення до робітників усього світу», «Зупиніть смерть!»

### Мальованці та непитущі
Перший час після повернення в Росію Трегубов жив у мальованців, які прийняли його за антихриста, тому що він не обожнював Кіндрата Мальованого . У мальованців Трегубову вдалося записати безліч духовних псалмів. Повернувшись до роботи у «Посереднику», Трегубов пише звернення до російської громадськості проти насильства і за свободу віросповідання: «Звернення на захист сучасних християнських мучеників» та ін. Ці звернення він посилав на перевірку Толстому, з яким радився з усіх значних питань. У 1907 році Трегубов приїжджає до Петербурга для роздачі членам Держдуми брошури Толстого «Єдине можливе вирішення земельного питання» і знайомиться з братцем Іоанном Чуріковим.
Трегубов відвідує його бесіди і з червня 1909 починає регулярно записувати і видавати їх, спочатку в скороченому варіанті в газеті «Нова Русь», потім в 1912 була складена збірка бесід. Для Трегубова бесіди братця були цікаві передусім своєю моральною спрямованістю: під впливом проповіді Чурікова кілька тисяч жителів кинули пити, палити, перестали їсти м'ясо. Для запису та видання бесід Трегубов підійшов якнайкраще. Він не був ані послідовником, ані переслідувачем братця. Він був спостерігачем, незалежним від церковної та від світської влади, та від авторитету братця. Тому бесіди, видані Трегубовим, особливо цінні своєю достовірністю. Він ставився до Чурікова доброзичливо, як і до московських «братців», і взагалі до всіх, незалежно від віросповідання. Проте певний вплив Чуріков на Івана Михайловича все-таки справив: він почав хреститися, чого вже давно не робив, як противник церковних обрядів. Крім того, братець зцілив від глухоти дружину Трегубова — княжну Олену Петрівну Накашидзе.

### Перша світова війна
У результаті ухвалення законів про віротерпимість у 1903—1905 роках російські інославні християни отримали право на свободу віросповідання. У 1908 році Трегубовим була організована «Громада вільних християн» у складі однодумців Толстого, якій спочатку не вистачало потрібної кількості послідовників для реєстрації (50 осіб), але незабаром кількість послідовників збільшилася і Трегубов до 1914 року жив у Петербурзі, беручи активну участь у багатолюдних зборах створеної ним громади.
На початок Першої світової війни І. М. Трегубов разом із В. Ф. Булгаковим відгукнулися антивоєнним зверненням «Схаменіться люди-брати!». Це звернення було підписано низкою однодумців Л. М. Толстого, які були заарештовані за його поширення. Більше року Трегубов провів у Таганській в'язниці, звідки був звільнений 1916 року. Суд закінчився виправданням підсудних.
У квітні 1917 року Трегубов надрукував звернення «Привіт творцям мирної революції», під яким підписалися серед інших і кілька непитущих-колосковців на чолі з Колосковим. На запрошення Колоскова Трегубов жив у громаді вільних християн «Тверезе життя» і навіть допомагав йому вести збори. Після того, як Колосков захопився вченням євангельських християн і хрестив у річці своїх непитущих, Трегубов від нього переїхав.

### Робота у Народному комісаріаті землеробства
Після захоплення влади більшовиками Трегубов служив у Наркомземі, де у 1920—1921 роках перебував на посаді інструктора з організації сектантських громад. З 1923 року був офіційним уповноваженим духоборчих громад Північного Кавказу та України. Був учасником п'яти з'їздів Рад. Спочатку радянська влада лояльно ставилася до його релігійних переконань, які не ототожнювалися ані з Православ'ям, ані з якоюсь іншою церквою. До того ж Трегубов виступив на підтримку прорадянської «Живої Церкви».
Але навіть таку розпливчасту релігійність радянська влада згодом перестала терпіти. Трегубов був занадто чесний для цієї влади. Перебуваючи на службі в органах радянської влади, Трегубов залишався вірним собі, наскільки це було в його силах, заступаючись перед владою за ображених, допомагаючи влаштуватися сиротам, знаходити роботу, вступити на місце, отримати пайок тощо. Його клопотання за заарештованих толстовців, духоборів, Молокан, непитущих, відвідування заарештованого Іоанна Чурікова в 1930 році — все це свідчення мужності Івана Михайловича.

### Заслання та смерть
У 1929 році в СРСР почалася суцільна насильницька колективізація. Давній знайомий Л. М. Толстого та І. М. Трегубова селянин-письменник М. П. Новіков написав відкритий лист «Про підняття врожайності в селянському господарстві». Бажаючи підтримати автора листа, Іван Михайлович супроводив цей лист своєю доповідною запискою і відправив до різних інстанцій: Наркомзем, Колгоспцентр, РСІ, ЦК ВКП(б), ЦВК СРСР, РНК СРСР та особисто І. В. Сталіну.

## Твори
- Ів. Трегубов " Георгій Гапон і загальний страйк "//«Звільнення», № 66. За ред. П. Струве, Париж 1905
- «Бесіди Братця Іоанна Чурікова від 2 травня 1910 року до 1 травня 1911 року». З передмовою Івана Трегубова, СПб, Типо-літографія П. Т. Ревіна. 1911, 554 с.
- І. М. Трегубов «Мир із тваринами, проголошений народними непитущими», Вид. 2-е, СПб, Друкарня І. В. Леонтьєва, 1913.
- І. М. Трегубов «Мир мій даю вам, не так, як світ дає». М., «Посередник», 1917.
- Трегубов І. М. «Назарени. Релігійний рух в Угорщині, Сербії та Болгарії (З історії відмов від військової служби)». За редакцією і з передмовою К. С. Шохор-Троцького, М., «Товариство істинної свободи в пам'ять Л. М. Толстого», 1920, 75 с.
- Ів. Трегубов . Сектантські колгоспи // Вісник Духовних Християн Молокан (Москва), № 1-2, 1925.
- Ів. Трегубов . Радянсько — комуністичне будівництво серед сектантів-молокан // «Вісник Духовних Християн Молокан» (Москва), № 1-2, 1925.